# Ellen Mäder-Gutz
Ellen Mäder-Gutz (* 17. Juli 1954 in Bergfelde) ist eine deutsche Bildhauerin und Grafikerin.

## Leben und Werk

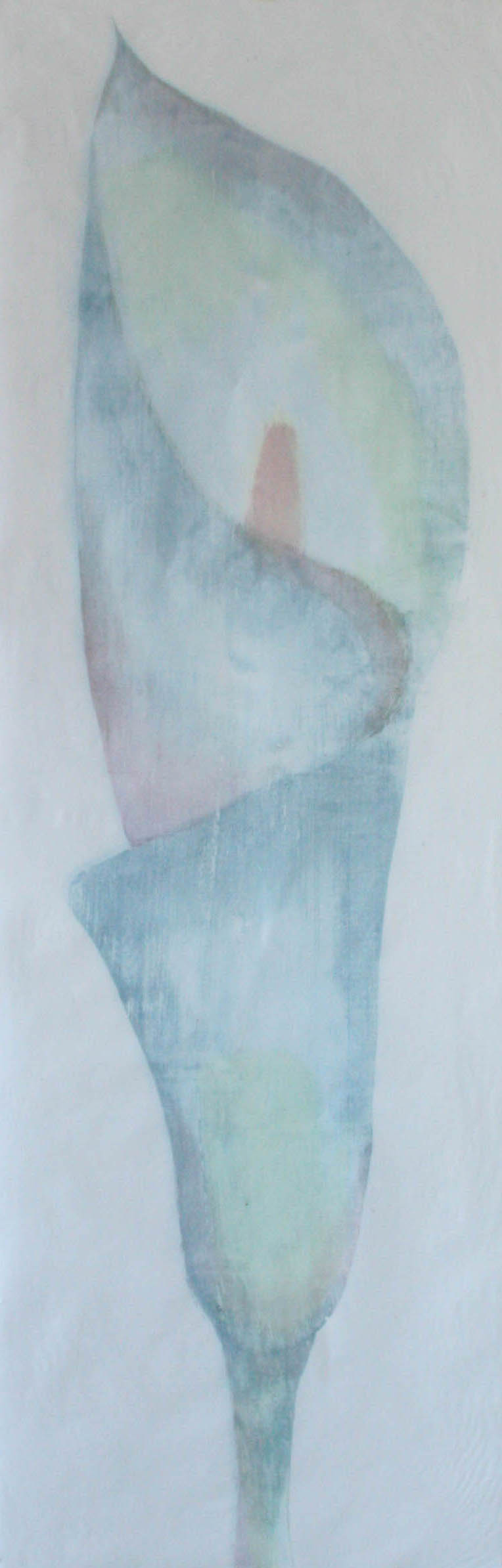
Japanischer Holzschnitt

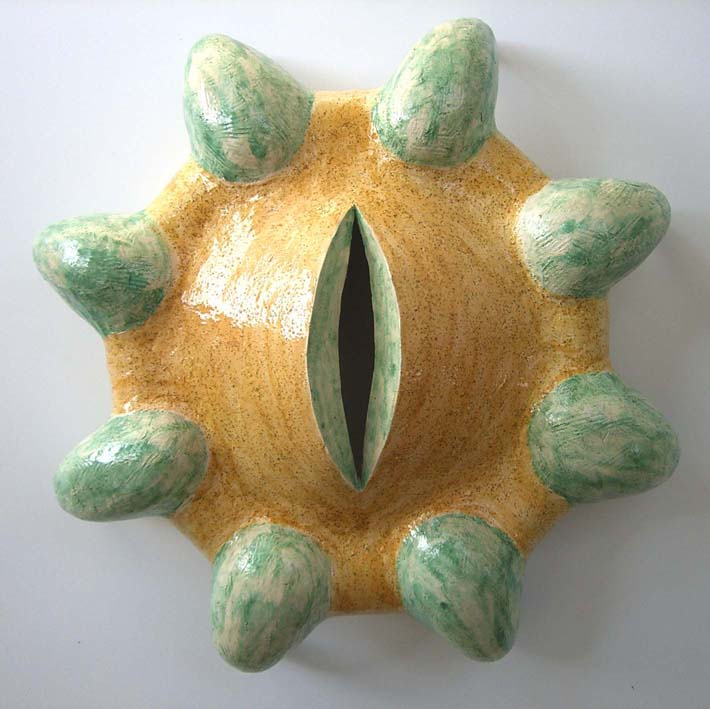
Wandobjekt – Porzellan

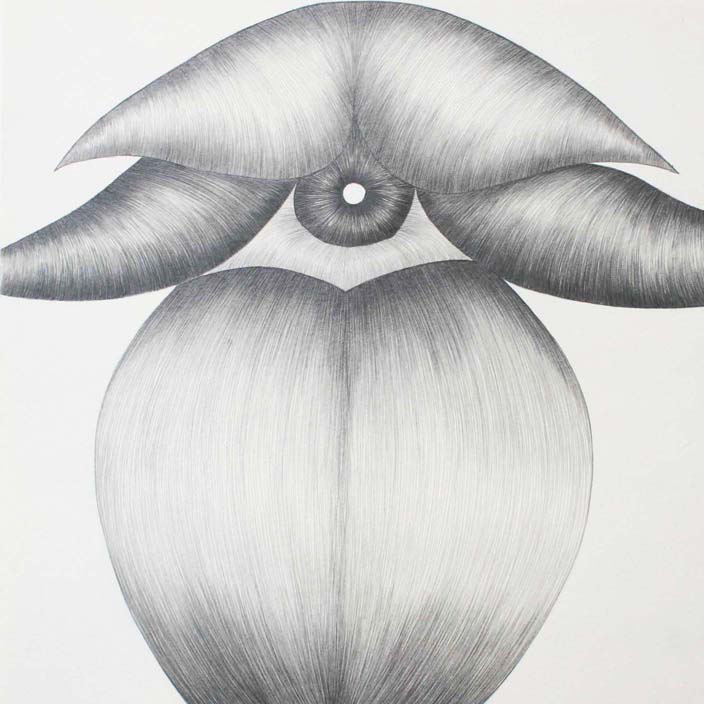
Bleistiftzeichnung

Ellen Mäder-Gutz absolvierte von 1973 bis 1975 in Jüterbog eine Lehre als Schmuckgürtlerin. Von 1975 bis 1977 studierte sie an der späteren Kunsthochschule Berlin-Weißensee Grafik und anschließend bis 1982 Bildhauerei. Sie arbeitete in Berlin freischaffend als Bildhauerin und war Mitglied im Verband Bildender Künstler der DDR. 1987 zog sie nach West-Berlin. Dort studierte sie bis 1989 bei Karlheinz Biederbick und Yoshimi Hashimoto (* 1949). 1990 zog sie nach Elmlohe.
Ihre Kunst ist vor allem von der Beschäftigung mit den organischen Formen der Natur geprägt. In Steinskulpturen, Keramikobjekten, Zeichnungen oder Grafiken finden sich florale Motive, die eine fast beiläufige Erotik zur Ausstrahlung bringen sollen.
Von 2002 bis 2017 war Ellen Mäder-Gutz wissenschaftlich-künstlerische Mitarbeiterin an der Universität Vechta. Seit 2017 lehrt sie dort als außerplanmäßige Professorin.

## Ausstellungen (unvollständig)
- 1984 Galerie für junge Künstler im Haus der jungen Talente, Berlin
- 1987 „Wirklichkeit und Bildhauerzeichnung“ Galerie Rähnitzgasse, Dresden
- 1989 Galerie Taube, Berlin, Einzelausstellung
- 1990 „Klasse Biederbick“, HdK, Berlin; „Zweiakt“, Berliner Fernsehturm
- 1991 Kulturetage Bremerhaven, Einzelausstellung
- 1991 „Kunstpreis für Bildhauerei“, Palais Rastede
- 1992 „Kunstregion“, Kunsthalle Bremerhaven
- 1993 „Aktuelles Stade – Kunstpreis“ Stade, Galerie Liebenau, Berlin, Einzelausstellung
- 1994 „Bernhard-Kaufmann-Preis für Aquarell“, Wanderausstellung, Galerie 149 Bremerhaven, Einzelausstellung
- 1995 „Lucas-Cranach-Preis für Druckgrafik“, Kronach, Galerie Passage Berlin, Einzelausstellung
- 1996 Internationale Keramikbiennale Mechelen/Belgien, kunstraum ursula mock, Bremen, Einzelausstellung
- 1997 Galerie Schieper, Neustadtgödens, Einzelausstellung, Galerie Altes Rathaus Worpswede (K)
- 1998 „Begegnungen mit Folgen“, kunstraum ursula mock, Bremen
- 1999–2003 „Bopp's business collection“, Bremerhaven, Berlin, Rostock, MS Helgoland, Worpswede, Münster, Leipzig
- 2000 „Die keramische Skulptur im Freien“ Westerwaldmuseum
- 2001 „Begegnung mit Folgen“ Künstlerhaus Hooksiel
- 2002 „stadtgedächtnis“, Künstlerhof Buch, Akademie der Künste Berlin
- 2003 „Jubiläumsausstellung“, Frans Masereel Centrum, Kasterlee, Belgien
- 2005 „Die Sinnlichkeit der Widersprüche oder der Rückblick nach vorn“, Ofen- und Keramikmuseum Velten
- 2005 6. Niedersächsische Grafiktriennale, Schloss Bevern
- 2006 „Wechselwirkungen – Korrespondenzen“ Kunstkreis Die Wassermühle Lohne e.V., Lohne
- 2007 „Tulpan & Pernilla“ Kunsthalle Bremerhaven, „Vertraute Fremde“, Paul-Ernst-Wilke Haus, Bremerhaven
- 2009 „flores“ – Galerie Borchert+Schelenz Berlin – „wie eine Rose“ – Galerie Weidenstieg Cuxhaven
- 2010 „bella donna“ – Pavillon des Gerhard-Marcks-Hauses, Bremen
- 2011 „das eine und das andere“ – Kunstverein Kaponier, Vechta
- 2012 „Schaufenster der Region“ – Kunsthalle Wilhelmshaven
- 2012 „ferne Nähe“ – Hafenmuseum (Bremen)
- 2013 „Das grüne Licht der Steppen“ – Brecht-Haus (Berlin)
- 2013 Oldenburgische Landesbank (OLB) – Zentrale Oldenburg
- 2013 „Das grüne Licht der Steppen“ – Galerie 149, Bremerhaven
- 2013 „blossom - Skulpturen, Zeichnungen, Druckgrafik“ Evangelisches Bildungszentrum Bad Bederkesa, Bad Bederkesa
- 2014 „√3 - Bildhauerei - Zeichnung - Grafik“ – Galerie Hans Tepe, Damme

## Öffentliche Ankäufe und Sammlungen
- Skulpturensammlung Berlin-Friedrichshain
- Kunstverein Berlin-Friedrichshain
- Landkreis Cuxhaven
- Seestadt Bremerhaven
- Koninklijk Museum voor Schone Kunsten, Antwerpen, Belgien
- Frans Masereel Centrum, Kasterlee, Belgien
- Kunstverein Bremerhaven
- Gemeinde Wangerland
- Yerevan, Armenien